# Jude Gerald Paulraj
Arochiasamy Jude Gerald Paulraj (ur. 28 kwietnia 1943 w Pazhayakovil) – indyjski duchowny rzymskokatolicki, w latach 2000–2018 biskup Palayamkottai.

## Życiorys

### Prezbiterat
Święcenia kapłańskie przyjął 8 grudnia 1968. Był m.in. dyrektorem Diecezjalnego Centrum Duszpasterskiego w Tiruchirapalli oraz rektorem seminarium w Madurai.

### Episkopat
23 października 2000 papież Jan Paweł II mianował go biskupem diecezji Palayamkottai. Sakry biskupiej udzielił mu 8 grudnia tegoż roku abp Marianus Arokiasamy. 2 lipca 2018 papież przyjął jego rezygnację z pełnionego urzędu.